# Comuna de Miłosław
Miłosław (polaco: Gmina Miłosław) é uma gminy (comuna) na Polónia, na voivodia de Grande Polónia e no condado de Wrzesiński. A sede do condado é a cidade de Miłosław.
De acordo com os censos de 2004, a comuna tem 10 281 habitantes, com uma densidade 77,7 hab/km².

## Área
Estende-se por uma área de 132,26 km², incluindo:
- área agricola: 59%
- área florestal: 30%

## Demografia
Dados de 30 de Junho 2004:
|                      | Total   | Total | Mulheres | Mulheres | Homens  | Homens |
| -------------------- | ------- | ----- | -------- | -------- | ------- | ------ |
|                      | pessoas | %     | pessoas  | %        | pessoas | %      |
| População            | 10 281  | 100   | 5191     | 50,5     | 5090    | 49,5   |
| Densidade (pop./km²) | 77,7    | 100   | 39,2     | 39,2     | 38,5    | 38,5   |

De acordo com dados de 2002, o rendimento médio per capita ascendia a 1254,25 zł.

## Subdivisões
- Białe Piątkowo, Biechowo, Bugaj, Chlebowo, Czeszewo, Gorzyce, Kębłowo, Kozubiec, Książno, Lipie, Mikuszewo, Nowa Wieś Podgórna, Orzechowo, Pałczyn, Rudki, Skotniki.

## Comunas vizinhas
- Dominowo, Kołaczkowo, Krzykosy, Nowe Miasto nad Wartą, Środa Wielkopolska, Września, Żerków